# خیابان اپرا
خیابان اُپِرا (به فرانسوی: Avenue de l'Opéra)، یا اَوِنُو دو لُپِرا (Avenue de l'Opéra): خیابانی در مرکز شهر پاریس است. این خیابان از موزه لوور آغاز و به اپرا گارنیه ختم می‌شود. اپرا گارنیه تا قبل از ساخت اپرا باستیل تئاتر اصلی شهر پاریس بود.
این محل جایگاه اصلی دفاتر و موسسات اعتباری و فروشگاه‌های زنجیره‌ای است. به عنوان مثال می‌توان از فروشگاه‌های زنجیره‌ای پرنتام(Printemp) و نگارخانه لافایت نام برد. همچنین دفاتر موسسات عظیم مالی چون کردیت لیونه (crédit Lyonnais) و امریکن اکسپرس (American Express) نیز در این محله قرار دارد.

## نگارخانه

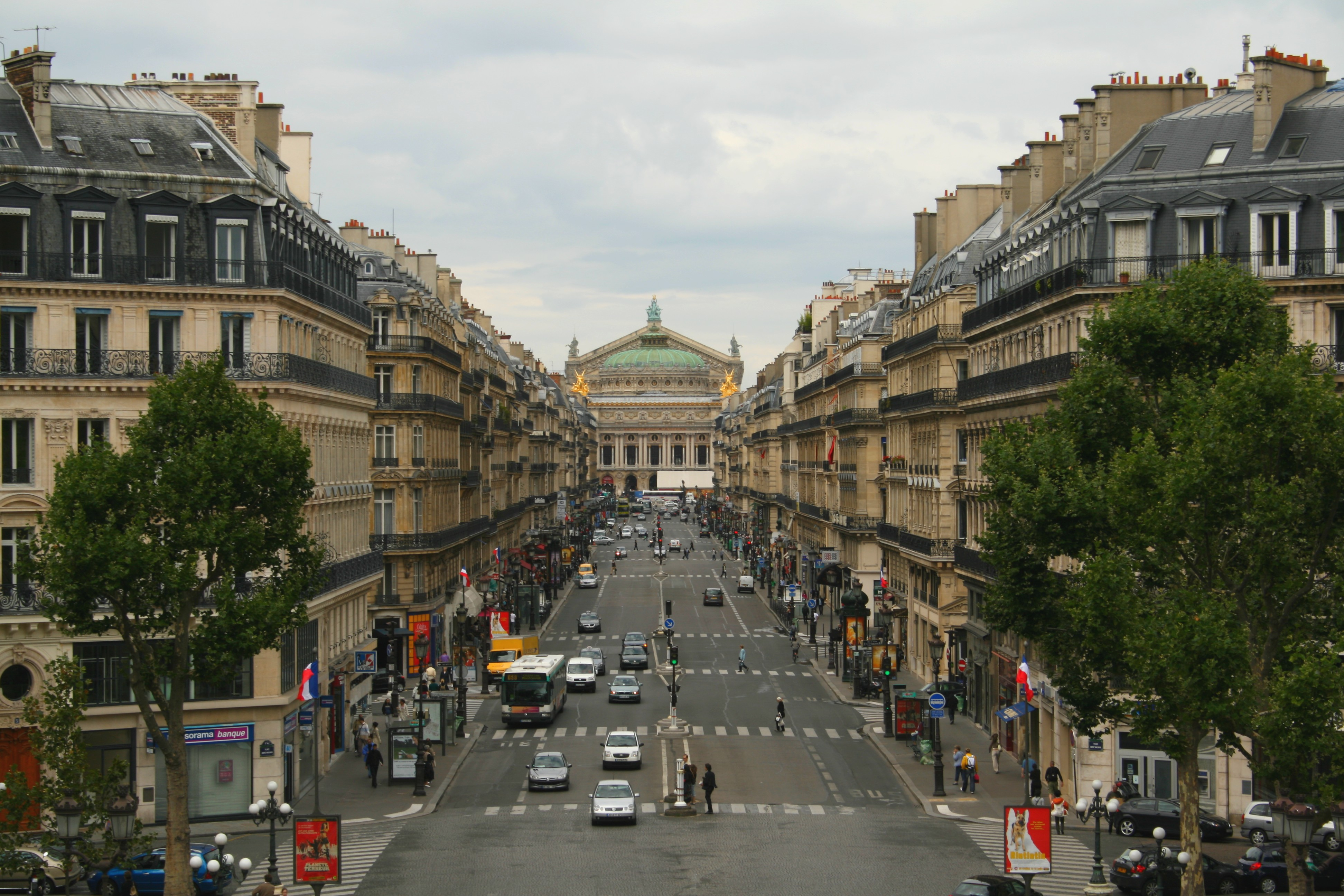
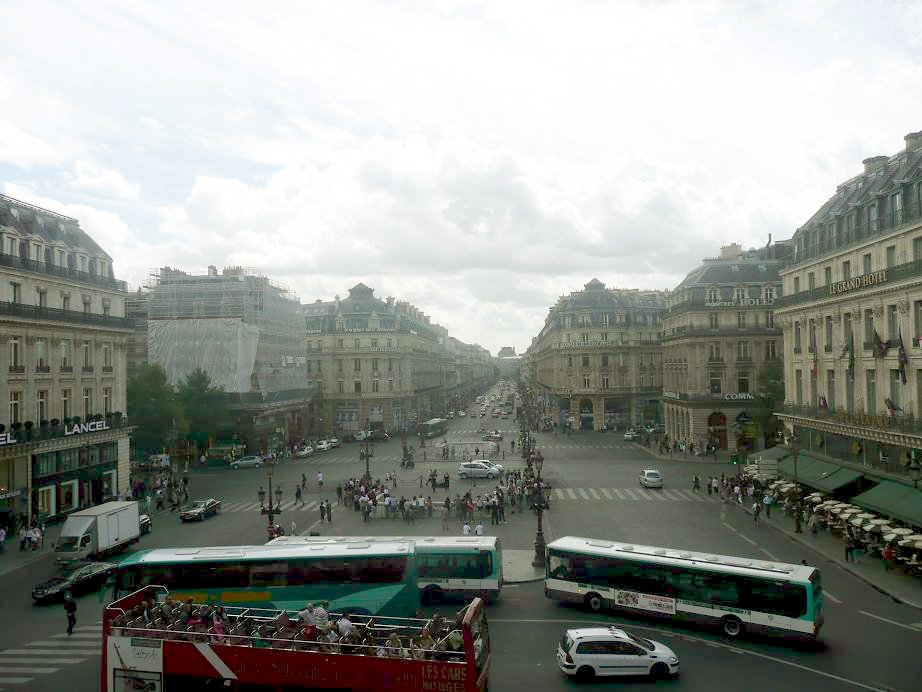
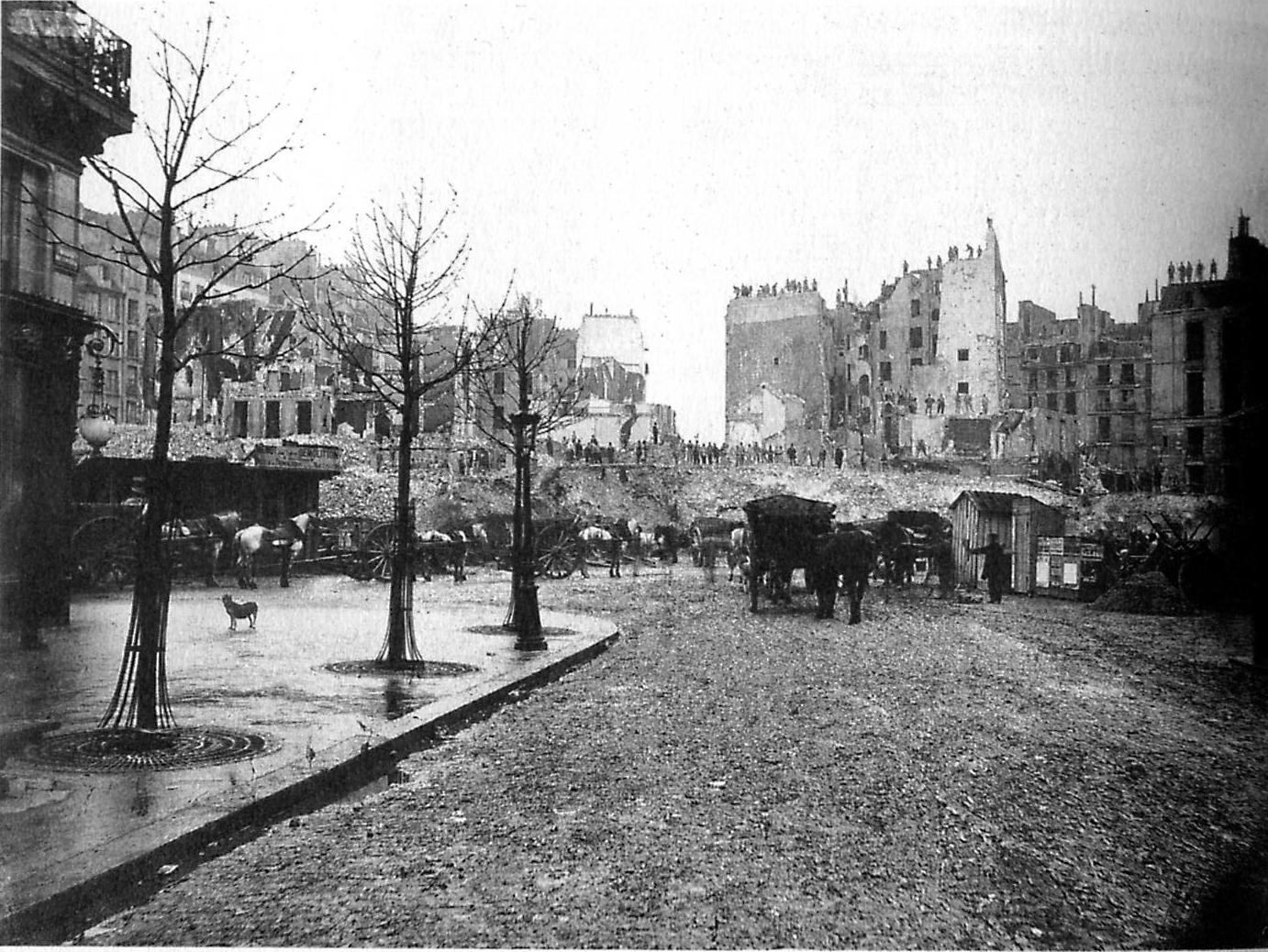